# Grainville-Ymauville
Grainville-Ymauville là một xã thuộc tỉnh Seine-Maritime trong vùng Normandie miền bắc nước Pháp.

## Huy hiệu
| Arms of Grainville-Ymauville | The arms of Grainville-Ymauville are blazoned: Azure, a chevron argent and in base 6 stalks of wheat arranged as a fan Or, and on a chief argent, 3 roses gules slipped and leaved vert. |

## Dân số
| Năm | 1962 | 1968 | 1975 | 1982 | 1990 | 1999 | 2006 |
| --- | ---- | ---- | ---- | ---- | ---- | ---- | ---- |
| Dân số | 223  | 255  | 232  | 317  | 334  | 392  | 412  |
| From the year 1962 on: No double counting—residents of multiple communes (e.g. students and military personnel) are counted only once. |      |      |      |      |      |      |      |